# إلين كوراس
إلين كوراس (بالإنجليزية: Ellen Kuras) (و. 1959  م) هي مصورة سينمائية، ومخرجة أفلام أمريكية، ولدت في نيوجيرسي.

## وصلات خارجية
- إلين كوراس على موقع IMDb (الإنجليزية)
- إلين كوراس على موقع ميتاكريتيك (الإنجليزية)
- إلين كوراس على موقع روتن توميتوز (الإنجليزية)
- إلين كوراس على موقع قاعدة بيانات الأفلام العربية
- إلين كوراس على موقع ألو سيني (الفرنسية)
- إلين كوراس على موقع أول موفي (الإنجليزية)
- إلين كوراس على موقع بوكس أوفيس موجو (الإنجليزية)
- إلين كوراس على موقع قاعدة بيانات الأفلام السويدية (السويدية)
- إلين كوراس على موقع قاعدة بيانات الفيلم (الإنجليزية)
- إلين كوراس على موقع كينوبويسك (الروسية)